# Клапая
Клапа́я — село в Україні, у Чорнобаївській сільській громаді Херсонського району Херсонської області. Населення становить 189 осіб.

## Населення
Згідно з переписом УРСР 1989 року чисельність наявного населення села становила 160 осіб, з яких 71 чоловік та 89 жінок.
За переписом населення України 2001 року в селі мешкало 189 осіб.

### Мовний склад
Рідна мова населення за даними перепису 2001 року:
| Мова       | Чисельність, осіб | Доля     |
| ---------- | ----------------- | -------- |
| Українська | 167               | 88,36 %  |
| Російська  | 14                | 7,41 %   |
| Вірменська | 5                 | 2,65 %   |
| Інше       | 3                 | 1,58 %   |
| Разом      | 189               | 100,00 % |